# Valor actualizado penalizado
Valor Actualizado Penalizado (VAP) es un método de selección de inversiones con riesgo desarrollado por Fernando Gómez-Bezares en la década de 1980.

## Descripción
Mientras que el método del ajuste de la tasa de descuento penaliza por el riesgo aumentando dicha tasa al calcular el Valor Actualizado Neto (VAN), y el sistema del equivalente de certeza lo hace ajustando los numeradores del VAN, el Valor Actualizado Penalizado calcula el VAN medio (µ) a la tasa sin riesgo, penalizándolo después al sustraerle t desviaciones estándar del VAN (t.σ): 
{\displaystyle VAP=\mu -t\sigma }
El VAP tiene muchas versiones; una especialmente sencilla es cuando suponemos que conocemos el VAN máximo o más optimista (b) y el mínimo o más pesimista (a) —suponiendo siempre que los calculamos a la tasa sin riesgo— y que se trata de una distribución aproximadamente normal. En tal caso, aproximadamente, podemos hacer:
{\displaystyle \mu \ ={\frac {a+b}{2}}}
y 
{\displaystyle \sigma \ ={\frac {b-a}{6}}}
Suponiendo una t razonable de 1,5
{\displaystyle VAP={\frac {a+b}{2}}-1,5{\frac {b-a}{6}}=0,25.b+0,75.a}
Es decir, dado que somos enemigos del riesgo, ponderamos más lo malo (el resultado más desfavorable) que lo bueno (el más favorable). Obviamente caben otras ponderaciones. Según este criterio, el decisor buscará inversiones con VAP positivo, y si se trata de elegir entre varias, elegirá la de mayor VAP. En inglés se conoce como Penalized Present Value (PPV).

## TRIP
Una derivación razonable del VAP es la TRIP (Tasa de Rentabilidad Interna Penalizada; Penalized Internal Rate of Return -PIRR- en inglés), que puede ser útil, entre otras cosas, para medir la performance de un fondo o cartera de inversión. Suponiendo que μTRI y σTRI son, respectivamente, la media y la desviación estándar de la Tasa de Rentabilidad Interna (TRI), y siguiendo el razonamiento de arriba tendremos:
{\displaystyle TRIP=\mu _{TRI}-t\sigma _{TRI}}
Llamando ahora r0 al tipo sin riesgo, μ* a la rentabilidad media de la cartera de mercado y σ* a su desviación estándar, podemos hacer:
{\displaystyle t={\frac {\mu ^{*}-r_{0}}{\sigma ^{*}}}} 
que es el valor del Ratio de Sharpe de la cartera de mercado (premio por unidad de riesgo σ que pide el mercado). Así podemos hacer:
{\displaystyle TRIP=\mu _{TRI}-\left({\frac {\mu ^{*}-r_{0}}{\sigma ^{*}}}\right)\sigma _{TRI}}
Esta sería la versión lineal del conocido Ratio de Sharpe.